# Chrysostomos Kalafatis

Chrysostomos von Smyrna

Chrysostomos Kalafatis (griechisch Χρυσόστομος Καλαφάτης), bekannt als Chrysostomos von Smyrna (* 1867 in Triglia (Kleinasien); † 9. September 1922 in Izmir) war von 1910 bis 1922 Erzbischof von Izmir im griechisch-orthodoxen Ökumenischen Patriarchat von Konstantinopel.
1902 wurde er von Patriarch Joachim III. von Konstantinopel zum Bischof von Drama ernannt. Dieser Bischofssitz befand sich im Osten Makedoniens, eines vorwiegend von Griechen bewohnten Teils des damaligen Osmanischen Reiches.
Sein starker Einsatz für die griechischen Interessen führte zu seiner Ausweisung durch die türkischen Behörden im Jahre 1907. 1910 sandte ihn der Patriarch als Bischof nach Izmir. Wiederum setzte er sich stark für die vorwiegend griechischstämmige Bevölkerung ein, insbesondere die aus Anatolien vor Verfolgung geflohenen Griechen. Daraufhin erfolgte die nochmalige Ausweisung Chrysostomos’ nach Istanbul im Jahre 1914.
Nach dem Ende des Ersten Weltkrieges wurde Izmir infolge des Vertrages von Sèvres durch griechische Truppen besetzt, und Chrysostomos kehrte 1919 als Bischof nach Izmir zurück. Nach der Eroberung Izmirs durch kemalistische Truppen im Jahr 1922 wurde Erzbischof Chrysostomos auf Geheiß von Nureddin Pascha vom türkischen Mob gelyncht.
Über seine Ermordung sprach Eduard Joulie, ein französischer Abgeordneter im Oktober 1922 vor dem französischen Parlament: „Sie führten den Erzbischof vor einen Friseurladen und schnitten ihm den Bart und die Haare ab. Anschließend erstachen sie ihn, schnitten ihm die Nase ab und stachen ihm die Augen aus. Unsere Matrosen mussten verzweifelt tatenlos zusehen. Der verantwortliche Offizier bedrohte sie mit Erschießung, falls sie eingreifen sollten. Anschließend führten sie den Leichnam in die türkischen Stadtviertel, wo sie ihn liegen ließen und den Hunden zum Fraß vorwarfen“.
Chrysostomos hatte sich zuvor trotz der drohenden Eroberung Izmirs durch die Türken geweigert, die Stadt zu verlassen, da er es als seine Pflicht als Erzbischof ansah, seiner Gemeinde in dieser schweren Zeit beizustehen.

## Gedenktag
Er wird heute von der orthodoxen Kirche als Heiliger und Märtyrer verehrt, nachdem ihn die Kirche von Griechenland am 14. November 1992 kanonisiert hat. Sein Gedenktag ist am Sonntag vor dem Fest Kreuzerhöhung.

## Ehrung
Auf der Platia Agias Sofias in Thessaloniki, Griechenland, erinnert eine überlebensgroße Statue an Chrysostomos Kalafatis.